# Галлиени, Жозеф Симон
Жозеф Симон Галлиени (фр. Joseph Simon Gallieni; 24 апреля 1849, Сен-Бет, Верхняя Гаронна — 27 мая 1916, Версаль) — французский военачальник, участник колониальных войн, военный комендант и организатор обороны Парижа в сентябре 1914, министр обороны в 1915—1916, Маршал Франции (1921, посмертно).

## Биография

### Молодость и колониальные войны
Сын иммигрантов из Италии. Окончил военный колледж Ла-Флеш и военное училище в Сен-Сирe, 15 июля 1870 выпущен сублейтенантом морской пехоты. Через три дня началась Франко-прусская война; Галлиени в рядах 3-го полка «синей дивизии» морской пехоты сражался при Базейле, был взят в плен после Седанской катастрофы и находился в плену до 11 марта 1871 года. Дальнейшая служба проходила в колониальных войсках:
- 1873—1876 — Реюньон
- 1876—1882 — Африка: Дакар, Мали, Нигер. В 1878 получил звание капитана
- 1883—1886 — Мартиника
- 1886—1891 — Судан. По завершении кампании повышен до полковника
- 1892—1896 — Индокитай, командующий Тонкинской дивизией
- 1896—1905 — военный губернатор Мадагаскара. В 1897 — непосредственный «ликвидатор» мадагаскарской монархии, в 1899 произведён в дивизионные генералы

После возвращения во Францию награждённый высшим знаком Почётного легиона Галлиени возглавил 14-й армейский корпус и Лионский военный округ. В 1911 рассматривался кандидатом на пост командующего войсками Франции; командующим был назначен генерал Жоффр, некогда — подчинённый Галлиени. В апреле 1914 года, уже будучи смертельно больным, Галлиени вышел в отставку.

### Оборона Парижа
С началом Первой мировой войны, 26 августа 1914 года, был вновь призван в строй на пост военного губернатора Парижа. Формально подчинявшийся ставке генерального штаба (Жоффру) и считавшийся преемником главкома в случае его гибели или плена, Галлиени был низведён до роли тылового коменданта, ответственного за оборону Парижа, но не располагающего собственными войсками; резервные парижские части регулярно передавались на фронты по требованию ставки.
30 августа 1914 года правофланговая немецкая армия фон Клюка, двигавшаяся прямо на Париж, достигла Компьена; перед ней находились только слабые завесы отступавшего британского экспедиционного корпуса, дорога на Париж была открыта. Однако 31 августа 1914 года по приказу немецкого командования фон Клюк приступил к манёвру на юго-восток, в сторону от Парижа, с целью окружения главных французских сил. 1 сентября Жоффр распорядился перебросить войска из Вогезов в район Парижа для подготовки контрнаступления и подчинил командованию Галлиени 6-ю армию генерала Монури (одна кадровая марокканская дивизия и четыре резервные дивизии — те самые, что были ранее взяты из Парижа), а также алжирские части, только что переброшенные из Африки. 2 сентября, в годовщину капитуляции при Седане, правительство покинуло Париж, предоставив Галлиени право на неограниченные военные действия в городе, и генерал оказался предоставлен самому себе. 3 сентября Галлиени вывесил в городе прокламации, заканчивающиеся словами «Я получил мандат защитить Париж от захватчиков. Я его выполню до конца».
Вечером 3 сентября, получив разведданные о том, что фон Клюк действительно подставляет французам свой правый фланг, Галлиени отдал приказ на выдвижение своих войск на рубеж Марны, однако колебавшийся Жоффр назначил начало контрнаступления лишь на 7 сентября. Первая битва на Марне фактически началась 5 сентября, с безуспешной атаки 6-й армии Монури на превосходящие немецкие силы. 7 сентября 1914 года по приказу Галлиени на марнский фронт были переброшены последние парижские резервы (для этого Галлиени реквизировал парижские такси). 9 сентября 1914 года армии фон Клюка и фон Бюлова, под угрозой окружения войсками Галлиени и пятой армией д’Эспере, начали отступление на рубеж реки Эн, тем самым похоронив план Шлиффена.

## Смерть
Галлиени испытывал проблемы с здоровьем, у него был рак простаты. Галлиени перенёс две хирургические операции в версальской клинике и умер там же 27 мая 1916 года. Его похороны стали событием национального масштаба. Согласно его последней воле, тело было захоронено на кладбище коммуны Сен-Рафаэль, рядом с телом супруги.   
Имя Галлиени отразилось в топонимике коммуны Баньоле, восточного ближайшего пригорода Парижа: им были названы улица (фр. Avenue de Gallieni) и находящиеся поблизости от неё станция метро и главный автовокзал Парижа.